# 埃讷扎
埃讷扎（法語：Ennezat，法語發音：[ɛnza]）是法国多姆山省的一个市镇，位于该省北部，属于里永区。

## 地理
埃讷扎（45°53'52"N, 3°13'25"E）面积18.31 平方千米，位于法国奥弗涅-罗讷-阿尔卑斯大区多姆山省，该省份为法国中南部省份，北起阿列省接壤，东临卢瓦尔省，南至上盧瓦爾省和康塔爾省，西接科雷兹省和克勒兹省。
与埃讷扎接壤的市镇（或旧市镇、城区）包括：莫尔日河畔马特尔、沙普、克莱尔朗德、昂特赖格、里永、圣博齐尔、圣伊尼亚。

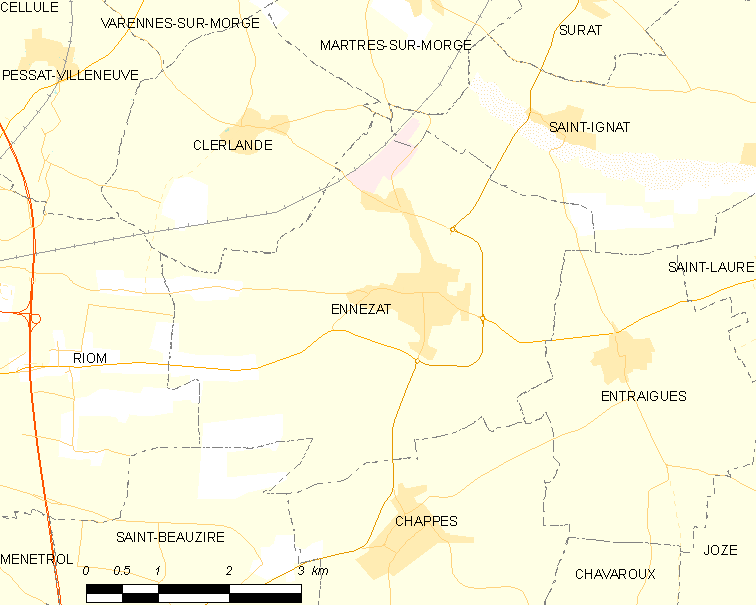
埃讷扎的OSM定位图

埃讷扎的时区为UTC+01:00、UTC+02:00（夏令时）。

## 行政
埃讷扎的邮政编码为63720，INSEE市镇编码为63148。

## 政治
埃讷扎所属的省级选区为艾格佩斯县。

## 人口

1962-2008年间埃讷扎人口变化图示

埃讷扎于2022年1月1日时的人口数量为2658人。